# Georg Jakob Pauli
Georg Jakob Pauli (* 24. Juli 1722 in Braunschweig; † 23. Februar 1795 in Halle (Saale)) war ein deutscher evangelischer Theologe.

## Leben
Der Sohn des Theologen Hermann Reinhold Pauli und Bruder von Ernst Ludwig Pauli sowie Hermann Gottfried Pauli besuchte das reformierte Gymnasium illustre und studierte Theologie an der Universität Halle. Nach Abschluss seines Studiums wurde er 1745 in das Predigerseminar des Berliner Domstifts aufgenommen.
Im Oktober des nächsten Jahres nahm Pauli in Halle das Rektorat eines reformierten Gymnasiums an, um seinen Vater zu unterstützen. Das Amt trat er am 2. Januar 1747 an mit seiner Rede de initiis physicae et ethicae in scholis non negligendis. 1750 wurde er dritter Prediger der Domgemeinde, im darauffolgenden Jahr, nach seines Vaters Tod, Prediger in Berlin und danach, 1765, in Halberstadt, wo er auch Konsistorialrat und Hofprediger wurde.
1774 schließlich wurde Pauli unter Beibehaltung dieser Ämter zum ersten Prediger am Halleschen Dom ernannt, außerdem wurde er reformierter Kirchen- und Gemeineninspektor im Saalkreis.
1795 verstarb Pauli. Er erreichte ein Alter von 72 Jahren. Seine zweite Frau war Susanne Magdalene, geborene Dohlhoff.

## Wirken
Pauli galt als fleißiger und beliebter Prediger. Als Theologe wird er als ein „um Entfernung ,alles Mystischen‘ eifrig bemühter Rationalist“ beschrieben.
Gegen Ende der 1780er Jahre veröffentlichte Pauli einen Anhang für das alte Hallische Gesangbuch, der hundert Lieder enthielt.
Kurz vor seinem Tode 1795 veröffentlichte Pauli mit dem damaligen zweiten Domprediger Johann Karl Pischon, der danach Hofprediger zu Potsdam wurde, ein Gesangbuch für die Hallische Gemeinde. Das Gesangbuch wurde am 8. März eingeführt; an diesem Tag hielt Pischon auch die Gedächtnispredigt auf den wenige Tage zuvor verstorbenen Pauli.
Für dieses Gesangbuch dichtete Pauli auch einige Lieder selbst. Pischon sagte in seiner Leichenpredigt auf Pauli, die Verbesserung des Gesangbuches sei zum Großteil dessen Verdienst. Eins seiner Lieder ist Kommt und eßt das Brod des Bundes. Dies wurde vom unbekannten Autor der Allgemeinen Deutschen Biographie als bestes Kirchenlied Paulis hervorgehoben, unter anderem war es noch 1829 in einem Berliner Gesangbuch zu finden. Die anderen Lieder Paulis allerdings waren unbedeutend und wurden schnell vergessen. Darüber hinaus dichtete er für sein Gesangbuch ältere Lieder teils stark um.
Daneben verfasste Pauli Predigten über das Leiden und Sterben Jesu Christi, die in drei Bänden erschienen und der Erbauungsliteratur zuzuordnen sind. Außerdem ist er Urheber eines Entwurfes der katechetischen oder populären Theologie, das für universitäre Vorlesungen vorgesehen war. Weiter schrieb er Abhandlungen über einige wichtige Stellen des Neuen Testaments. Beide Werke zeigen Pauli als einen aufgeklärten Religionslehrer, der hinter den Fortschritten seines Zeitalters nicht zurückbleiben wollte.
Daneben schrieb Pauli Beiträge zu Journalen, so zu der Berliner Bibliothek, der Allgemeinen theologischen Bibliothek, dem Hallischen Wochenblatt und weiteren.

## Werke
- Progr. de occasione Psalmi XXXIV conscribendi (Halle 1747)
- Progr. de condemnationis atque supplicii Christi tempore, ad concilianda loca Marc. 15, 25 et Joh. 19, 14 (Halle 1748)
- Progr. de adolescente opulento (Halle 1748)
- Progr. de auctoribus classicis, in Christianorum scholis caute tractandis (Halle 1749)
- Progr. II de Jesu Christi sapientia in eligendis et praeparandis Apostolis conspicua (Halle 1749/1750)
- Predigten über das Leiden und Sterben unsers Herrn Jesu Christi (zwei Bände, Halle 1768–1869, Band drei Halle 1780)
- Das innere und thätige Christenthum, zur Privatübung vorgestellt (Halle 1771)
- Das Wort des Herrn an Reiche und Arme, geredet zu seiner Zeit (Halberstadt 1772)
- Abhandlungen über einige wichtige Stellen des Neuen Testaments und Beantwortung einiger Fragen aus der Lebensgeschichte Jsu Christi (Riga 1773)
- Entwurf einer katechetischen und populären Theologie, zu öffentlichen Vorlesungen gewidmet (Halle 1778, zweite Auflage Halle 1785)
- Heidelbergischer Katechismus, mit kurzen Erläuterungen und vielen Zeugnissen der heiligen Schrift (Halle 1781)
- Auszug aus dem Heidelbergischen Katechismus (Halle 1783)
- Predigten über auserlesene Stellen der heiligen Schrift; nebst einer Betrachtung über schriftgemäße Predigten (Halle 1786)
- Rede bei der Einsegnung seines Sohns (Halle 1786)
- Rede bei der Einführung eines neuen Predigers bei der Domgemeinde (Halle 1786)
- Der deutsch-reformirten Domgemeinde zu Halle Jubelfeier am 20. April 1788 (Halle 1788)